# جيريمي باترفيلد
جيريمي باترفيلد (بالإنجليزية: Jeremy Butterfield)‏ هو عالم بريطاني، ولد في 23 ديسمبر 1954. شارك في محاضرة ويلكينز برنال ميدوار التي تنظمها الجمعية الملكية في لندن عام 2009.

## روابط خارجية
- الموقع الرسمي